# Podagrion quinquedentatus
Podagrion quinquedentatus är en stekelart som beskrevs av William Harris Ashmead 1904. Podagrion quinquedentatus ingår i släktet Podagrion och familjen gallglanssteklar. Inga underarter finns listade i Catalogue of Life.